# جان گرینوود (بازیکن فوتبال)
جان گرینوود (انگلیسی: John Greenwood؛ ۲۲ ژانویه ۱۹۲۱ – ۲۵ نوامبر ۱۹۹۴) بازیکن فوتبال بود.
از باشگاه‌هایی که در آن بازی کرده‌است می‌توان به باشگاه فوتبال اکستر سیتی و باشگاه فوتبال منچستر سیتی اشاره کرد.